# Cordova (Nebraska)
Pour les articles homonymes, voir Cordova.
Cordova est un village de l'État américain du Nebraska, situé dans le Seward. Selon le recensement de 2010, sa population est de 137 habitants.